# Georges Arnoult
Pour les articles homonymes, voir Arnoult.
Georges Arnoult, né le 9 juin 1832 à Pont-l'Abbé (Finistère) et mort le 7 mai 1887 à Quimper (Finistère), est un homme politique français.
Descendant de Jacques René Arnoult, le premier maire de Pont-l'Abbé en 1790, propriétaire terrien, habitant le manoir de Kerazan en Loctudy, président du comice agricole de Pont-l'Abbé, il est député du Finistère de 1876 à 1885 et conseiller général. Il siège au centre gauche, comme républicain conservateur, et est l'un des 363 qui refusent la confiance au gouvernement de Broglie, le 16 mai 1877.

## Sources
- « Georges Arnoult », dans Adolphe Robert et Gaston Cougny, Dictionnaire des parlementaires français, Edgar Bourloton, 1889-1891 [détail de l’édition]